# Kościół św. Stanisława i Aniołów Stróżów w Zbuczynie
Kościół świętego Stanisława i Aniołów Stróżów w Zbuczynie – rzymskokatolicki kościół parafialny należący do dekanatu Zbuczyn diecezji siedleckiej.
Obecna świątynia murowana została wzniesiona w latach 1880-1899, dzięki staraniom księdza Nikodema Małachowskiego według projektu architekta Karola Rapczyńskiego. W 1906 roku konsekrowana przez biskupa lubelskiego Franciszka Jaczewskiego. Kościół reprezentuje styl neobarokowo-toskański. Charakteryzuje się efektownymi wieżami. Jego dach pokryty jest ocynkowaną blachą. Budowla posiada obszerne, trzynawowe wnętrze. Wymiary świątyni to: długość - 45 metrów i szerokość - 23 metry. Korpus nawowy posiada trzy przęsła. Z lewej i prawej strony prezbiterium, w przedłużeniu naw bocznych są umieszczone zakrystie i klatki schodowe prowadzące na loże drugiej kondygnacji. Nawy boczne otwierają się do nawy głównej półkoliście zamkniętymi arkadami filarowymi. Nawy boczne są nakryte sklepieniem kolebkowym oraz kolebkowo – żebrowym, z kolei nawa główna nakryta jest sklepieniem kolebkowo – żebrowym.
We wnętrzu znajdują się bogato zdobione, złocone ołtarze a także dynamiczne rzeźby. W ich wyrazie twarzy i ułożeniu ciała można dostrzec siłę wrażeń, dramat, konflikt, napięcie różnych sytuacji. Wszystkie rzeźby umieszczone w świątyni, zostały wykonane przez bliżej nieokreślonego artystę rzeźbiarza Wincentego Bogaczyka.
Świątynia posiada pięć ołtarzy. Ambona ozdobiona postaciami czterech ewangelistów: Mateusza, Łukasza, Marka, Jana została wykonana w XIX wieku. Barokowa chrzcielnica pochodzi z XVIII wieku. Obraz Chrystusa przyjmującego chrzest pochodzi z około 1800 roku i umieszczony jest w klasycystycznej ramie.